# 汪元方
汪元方（?—1867年），字友陳，號嘯庵，安徽歙縣人，晚清政治人物，進士出身。

## 生平
道光十三年（1833年）進士，選庶吉士，授編修，歷任奉天府府丞、鴻臚寺卿、太僕寺卿、通政使、左副都御史、禮部右侍郎、實錄館副總裁；同治五年（1866年）以左都御史在軍機大臣上行走。翌年十月卒，贈太子少保，諡文端。